# Alimara
S'anomena alimara o alimària el foc que s'encenia successivament en llocs alts per a donar algun avís en tota una província, costa, etc. Normalment s'encenia al capdamunt de talaies o tossals, i venia a ser el mateix o produïa el mateix efecte, encara que amb menys exactitud, que els nostres actuals sistemes de comunicació.
Antigament aquests focs es feien comunament en els merlets de les torres o castells edificats en paratges alts. Els focs tenien la intenció d'entaular una comunicació de caràcter defensiu, l'estructura o zona amb perill imminent de ser envaïda donava l'avís de la incursió enemiga.
Els grecs van usar també aquests focs i els van anomenar angaros, és a dir, missatgers públics.

## Altres usos
Les alimares també tenien uns altres usos i formes. Es deien alimares a les lluminàries o il·luminacions col·locades per aclarir la nit, normalment en poblacions i amb motius festius. Com també es trobaven les alimares en forma de fogueres enceses amb el motiu de marcar una festivitat o celebrar un esdeveniment o fet.
Les alimares també van ser objecte d'abusos per part dels pirates. Un foc il·lícit en una posició equivocada podia ser utilitzat per dirigir un vaixell contra els bancs o les platges, de manera que la seva càrrega podia ser saquejada després que el vaixell s'havia enfonsat o encallat.